# Nikolai Gennadijewitsch Bassow

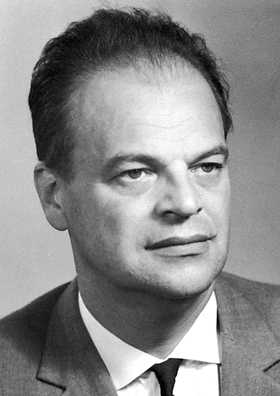
Nikolai Bassow, 1964

Nikolai Gennadijewitsch Bassow (russisch Николай Геннадиевич Басов, wiss. Transliteration Nikolaj Gennadjevič Basov; * 14. Dezember 1922 in Usman; † 1. Juli 2001 in Moskau) war ein russischer Physiker und einer der Begründer der Quantenelektronik. Für diese Leistungen bekam er 1964 den Physik-Nobelpreis.

## Leben
Bassow stammte einer Akademikerfamilie ab und wuchs in zentralrussischer Stadt Woronesch auf. Nach dem Ausbruch des Zweiten Weltkriegs ging er auf eine Militärakademie, die er 1943 im Rang eines Leutnants des Sanitätswesens abschloss. Danach nahm er am Zweiten Weltkrieg als Arzthelfer teil. Erst 1946 begann er das Studium der Physik am Institut für Physikalische Technologie in Moskau, das er 1950 abschloss. Ab diesem Jahr arbeitete er an seiner Dissertation am Lebedew-Institut für Physik der sowjetischen Akademie der Wissenschaften im Labor für Schwingungsforschung bei Michail Leontowitsch und Alexander Prochorow, wobei er gleichzeitig die Stelle eines wissenschaftlichen Mitarbeiters (Assistenten) wahrnahm. Zusammen mit Prochorow arbeitete er an der Entwicklung des (Ammoniak-)Maser-Konzepts und habilitierte sich (russischer Doktortitel) 1956 bei ihm mit einer Arbeit unter dem Titel Ein molekularer Oszillator.
Von 1958 bis 1972 war er stellvertretender Direktor, ab 1973 bis 1988 Direktor des Lebedew-Instituts und gleichzeitig seit 1962 Laborleiter. Ab 1957 untersuchte er die Möglichkeiten des Maser-Konzepts im optischen Bereich (Laser). In diesen Jahren arbeitete im Schwingungslaboratorium unter der Leitung Prochorows eine Gruppe junger Physiker auf dem neuen Gebiet der Radiospektroskopie. Nach dem Bau eines in der Sowjetunion Quanten- oder Molekülgenerator genannten Geräts zur Erzeugung und Verstärkung elektromagnetischer Strahlung auf der Grundlage des Maserprinzips wandte sich das Kollektiv des Labors der Problematik der theoretischen Begründung der Übertragung von Maserprinzip auf optische Frequenzbereiche. 1958 schlug Bassow zusammen mit Benzion Moissejewitsch Wul und Juri Michailowitsch Popow einen Halbleiterlaser vor und diskutierte verschiedene Anwendungsarten. Diese Vorstellungen wurden zum 1963 realisierten Hochleistungslaser entwickelt.
Schon Anfang der 1960er Jahre untersuchte er als Nächstes die Verwendung von Lasern zur Herstellung von Plasmen für die thermonukleare Fusion und entwickelte zusammen mit Oleg Krochin den Vorschlag eines Hybridreaktors. Ab 1963 widmete er sich der Verwendung von Lasern für optische Computer und ab 1968 für die Fernsehapparate. In den 1970er Jahren entwickelte er Gaslaser und untersuchte die chemische Reaktionen mit Lasern. Um die technische Nutzbarmachung der Laserforschung zu fördern, schlug Bassow die Gründung eines entsprechenden Konstruktionsbüros vor (realisiert 1962 in Troizk bei Moskau).
Bassow war Mitglied der sowjetischen Akademie der Wissenschaften (1962 korrespondierendes Mitglied, 1966 Vollmitglied, 1967 Präsidiumsmitglied). 1967 wurde er zum korrespondierenden und zwei Jahre später zum auswärtigen Mitglied der Deutschen Akademie der Wissenschaften in Berlin ernannt sowie 1971 auch in die Deutsche Akademie der Naturforscher Leopoldina aufgenommen. 1998 wurde er Fellow der American Physical Society.

## Nobelpreis
1964 erhielt er zusammen mit Charles H. Townes und Prochorow den Physik-Nobelpreis für grundlegende Arbeiten auf dem Gebiet der Quantenelektronik, die zur Konstruktion von Oszillatoren und Verstärkern auf der Basis des Maser-Laser-Prinzips führten. Die Verleihung des Nobelpreises an zwei sowjetische Forscher wurde von der Partei- und Staatsführung in Moskau als „Triumph der sozialistischen Physikwissenschaft“ gefeiert und machte mit einem Schlag sowohl Bassow als auch Prochorow berühmt und populär.

## Sonstiges
Bassow war Gründer und Chefredakteur der Zeitschrift Kwantowaja Elektronika („Die Quantenelektronik“) sowie des Soviet Journal of Laser Research. Er engagierte sich für die Popularisierung der Wissenschaft und war seit 1967 Chefredakteur der Zeitschrift Priroda („Die Natur“). Seit 1978 leitete er außerdem die sowjetische Massengesellschaft für die Populärwissenschaften Snanie (Das Wissen). In Anerkennung seiner Rolle für die sowjetische Wissenschaft wurde er zum Deputierten des Obersten Sowjets der UdSSR gewählt.
Bassow war seit 1950 verheiratet und hatte zwei Söhne.

## Auszeichnungen
- 1959 Leninpreis zusammen mit Alexander Prochorow
- 1964 Nobelpreis für Physik
- 1969 und 1982 Held der sozialistischen Arbeit
- 1977 Volta-Medaille der italienischen Physikalischen Gesellschaft
- 1986 Kalinga-Preis für die Popularisierung der Wissenschaft
- 1989 Staatspreis der UdSSR
- 1989 Lomonossow-Goldmedaille der Russischen Akademie der Wissenschaften
- 1989 Ehrenpromotion der Mathematisch-Naturwissenschaftlichen Fakultät der Technischen Universität Karl-Marx-Stadt
- Fünfmalige Auszeichnung mit dem Leninorden

## Ehrungen
Für herausragende Leistungen auf dem Gebiet der Physik wird von der Russischen Akademie der Wissenschaften die Bassow-Goldmedaille vergeben.